# Amplified Heart
Albums de Everything but the Girl
Home Movies
(1993) Walking Wounded
(1996)
Amplified Heart est le huitième album de Everything but the Girl.

## Liste des titres
| No  | Titre                       | Durée |
| --- | --------------------------- | ----- |
| 1.  | Rollercoaster               |       |
| 2.  | Troubled Mind               |       |
| 3.  | I Don't Understand Anything |       |
| 4.  | Walking to You              |       |
| 5.  | Get Me                      |       |
| 6.  | Missing                     |       |
| 7.  | Two Star                    |       |
| 8.  | We Walk the Same Line       |       |
| 9.  | 25th December               |       |
| 10. | Disenchanted                |       |
| 11. | Missing (Todd Terry remix)  |       |

## Membres du groupe
- Tracey Thorn - chant
- Ben Watt - clavier
- Danny Thompson - basse
- Dave Mattacks - batterie
- Kate St. John - cor Anglais dans Two Star
- Richard Thompson - guitare dans 25th December
- Peter King - saxophone alto dans Disenchanted